# Orune
Orune es una localidad italiana de la provincia de Nuoro, región de Cerdeña, con 2.669 habitantes.

## Evolución demográfica
| Gráfica de evolución demográfica de Orune entre 1861 y 2001 |
|                                                             |
| Fuente ISTAT - elaboración gráfica de Wikipedia             |